# Max Bléneau
Max Bléneau, né le 22 janvier 1934 à Le Bourg-sous-la-Roche (Vendée) et mort le 30 octobre 2013 à La Roche-sur-Yon,, est un coureur cycliste français, professionnel de 1959 à 1961.

## Biographie
Max Bléneau fait ses études à l'école publique du Bourg-sous-la-Roche jusqu'au CEP. À 14 ans il devient apprenti cuisinier. Pendant 3 ans, il s'adonne au cyclisme en tant que non licencié. En 1950, il gagne sa première course. En 1954, il part faire son service militaire, à son retour en 1957, il reprend la compétition et enchaîne les victoires et les places d'honneur. En 1959, il passe professionnel chez Peugeot et est sélectionné au Championnat de France où il termine dans le peloton. Il participe à 2 tours de France, en 1959 et 1960. 
En 1962, après trois saisons passées en tant que coureur professionnel, il redescend en catégorie indépendant. 
Après sa carrière professionnelle, il reprend son métier de cuisinier.

## Palmarès
- 1957
  - 2e de Nantes-Saint-Nazaire-Nantes
- 1958
  - Poitiers-Saumur-Poitiers
  - 1re étape du Circuit du Morbihan
  - 2e du Circuit du Morbihan
- 1959
  - Circuit du Finistère
  - 2e étape de l'Essor breton
  - 2e étape du Circuit du Morbihan
  - Rennes-Basse Indre
  - 2e du Circuit du Morbihan
  - 2e du Tour du Loiret
  - 3e de Nantes-Saint-Nazaire-Nantes
- 1960
  - 1re étape du Critérium du Dauphiné libéré
  - 2e du Circuit du Mont-Blanc
- 1961
  - 3e du Grand Prix de Plouay

### Résultats sur les grands tours

#### Tour de France
2 participations
- 1959 : 63e
- 1960 : 58e